# 2MASX J23122799+1344523
2MASX J23122799+1344523 ist eine Galaxie im Sternbild Pegasus nördlich der Ekliptik. Sie ist schätzungsweise 922 Millionen Lichtjahre von der Milchstraße entfernt und hat einen Durchmesser von etwa 120.000 Lichtjahren. Vom Sonnensystem aus entfernt sich das Objekt mit einer errechneten Radialgeschwindigkeit von näherungsweise 20.500 Kilometern pro Sekunde.
Im selben Himmelsareal befinden sich unter anderem die Galaxien NGC 7523, IC 5292, PGC 1445998, PGC 3375344.